# Free Bird
Free Bird is een single van de Amerikaanse rockband Lynyrd Skynyrd, (uitgesproken 'lĕh-'nérd 'skin-'nérd) afkomstig van hun debuutalbum uit 1973. Het nummer werd pas laat in 1974 uitgegeven als single. Het wordt in één adem genoemd met "Sweet Home Alabama" als Lynyrd Skynyrds populairste nummers.

## Inhoud
De herkenbare orgelintro werd gespeeld door keyboardspeler Billy Powell op een schoolfeest, waarna Ronnie Van Zant hem vroeg om bij Lynyrd Skynyrd te gaan spelen.
De eerste zin, "If I leave here tomorrow, would you still remember me?" werd aan gitarist Allen Collins gevraagd door zijn vriendin.
Na de intro komt er een stuk met slide-gitaar, gespeeld door leadgitarist Gary Rossington met een whiskeyfles. Na een langzame ballad komt er een snelle, vier minuten durende solo, die door veel experts als een van de beste aller tijden wordt genoemd (o.a. door het tijdschrift Guitar World, Free Bird kwam op de derde plaats terecht). Hieraan werden galopperende baslijnen en drumrolls toegevoegd.
Na het vliegtuigongeluk waarbij drie leden, onder wie leadzanger Ronnie Van Zant, omkwamen, werd het nummer vooral instrumentaal gespeeld als eerbetoon.

## Cliché
Het is een cliché geworden voor een toeschouwer om tijdens de pauzes tussen nummers 'Free Bird!' te roepen, ongeacht het genre. Zo wordt 'Free Bird!' geroepen tijdens concerten van The Allman Brothers Band, Metallica en tijdens Nirvana's beroemde Unplugged-sessie. Kurt Cobain reageerde hierop: "I've been waiting for that!".

## NPO Radio 2 Top 2000
| Nummer met noteringen in de NPO Radio 2 Top 2000 | '00 | '01-'04 | '05 | '06 | '07 | '08  | '09 | '10 | '11 | '12 | '13 | '14 | '15 | '16 | '17 | '18 | '19 | '20 | '21 | '22 | '23 | '24 |
| ------------------------------------------------ | --- | ------- | --- | --- | --- | ---- | --- | --- | --- | --- | --- | --- | --- | --- | --- | --- | --- | --- | --- | --- | --- | --- |
| Free Bird                                        | 749 | -       | 899 | 858 | 807 | 1206 | 512 | 550 | 446 | 347 | 294 | 366 | 300 | 313 | 315 | 335 | 376 | 413 | 384 | 283 | 237 | 203 |

1. ↑  Een '-' betekent dat het nummer niet was genoteerd en een vetgedrukt getal geeft de hoogste notering aan.
2. ↑  2000 was het eerste jaar met een notering voor dit nummer.

## Trivia
- Free Bird is de laatste toegift van Guitar Hero II en een van de moeilijkste nummers van de hele serie. Het nummer werd opnieuw gebruikt voor het compilatiespel Guitar Hero: Greatest Hits.
- Free Bird komt voor in de game GTA San Andreas.